# Juan Pedro Mugabure
Juan Pedro Mugabure (Santa Rosa, 20 de febrero de 1985) es un futbolista argentino. Se desempeña en la posición de mediocampista y su actual equipo es bafangulo de Bahía blanca

## Biografía
Mugabure nació en la ciudad de Santa Rosa pero se encuentra más identificado con las localidades de Villa Maza y Quenumá donde se crio y comenzó a jugar al fútbol en divisiones inferiores, hasta que se unió a Ferro a la edad de 14 años.
En el 2011 viajó a Italia para unirse a un club del ascenso pero debido a situaciones relacionadas con la ciudadanía no pudo vincularse al equipo.
Hoy en día juega en el bafangulo de Bahía blanca en la liga de veteranos del club universitario

## Clubes
Actualizado al 27 de agosto de 2018
| Club                                             | País                | Año |
| ------------------------------------------------ | ------------------- | --- |
| Ferro                                            | Argentina           | 2003 |
| Argentino de Quilmes                             | Argentina           | 2003 |
| Ferro                                            | Argentina           | 2004 - 2006 |
| El Porvenir                                      | Argentina           | 2006 |
| Nacional                                         | Paraguay            | 2007 |
| Ferro                                            | Argentina           | 2007 - 2008 |
| Atlante B                                        | México              | 2009 |
| Dorados de Sinaloa                               | México              | 2010 - 2011 |
| Villa Mitre                                      | Argentina           | 2011 - 2015 |
| Atlético Quenumaza                               | Argentina           | 2015 |
| Villa Mitre                                      | Argentina           | 2015 - 2018 |
| Unión (General Campos) Bafangulo de Bahía blanca | Argentina Argentina | 2018 - Presente - Cultural y Deportiva - "Hecho en La Liga" - Juan Pedro Mugabure - Conferencia de prensa - Juan Pedro Mugabure - Villa Mitre - Youtube - Entrevista en pretemporada de Villa Mitre - Juan Pedro Mugabure - Youtube - Goles de Juan Pedro Mugabure en Dorados de Sinaloa - Youtube - El punto es valioso, seguimos sumando - Mugabure - La Nueva - Para Mugabure, el gol tuvo un sabor especial - Mugabure - La Nueva - 2023-presente - sente |